# Antoine d’Assche
Antoine d’Assche (* 1932 in Houyet, Belgien) war ein französischer Luftfahrtunternehmer, der 1957 im französischen Gap Tallard das Flugzeugbauunternehmen Alpavia S.A. gründete. Seit 1964 war d’Assche an der Sportavia-Pützer GmbH & Co KG auf der Dahlemer Binz beteiligt.

## Leben
Antoine d’Assche wurde 1932 als Sohn des belgischen Adeligen Comte Henri d’Assche und der Colette Allard in Houyet bei Namur in Belgien geboren. Nach dem frühen Tod seines Vaters übernahm Comte Antoine d’Assche 1952 im Alter von 20 Jahren die Geschäfte seines Vaters in der belgischen Ölindustrie. Er engagierte sich in jungen Jahren im Automobilsport und der Amateurfliegerei. Aus der Ehe mit Anne Marsot stammen zwei Söhne und eine Tochter.

### Alpavia S.A.
Im französischen Hochalpenort Gap Tallard gründete Antoine d’Assche 1957 die Alpavia S.A., über die er zunächst Flugzeuge vertrieb und Wartungsarbeiten anbot. Von Societe Aeronautique Normande erwarb d’Assche 1958 die Lizenzrechte an der D.117, die er von seinem Technischen Leiter Felcien Noin weiterentwickeln und ab 1960 bei Alpavia S.A. als D.117A in einer Kleinserie bauen ließ. Antoine d’Assche unterhielt ein Vertriebsbüro der Alpavia in Paris, von wo aus er den französischen Vertrieb des Flugzeugs betrieb.
Ab 1962 unterstützte Antoine d’Assche den französischen Flugzeugkonstrukteur René Fournier zunächst beim Bau seiner beiden Fournier-RF-2-Prototypen. Ab 1963 produzierte Alpavia in Gap Tallard Fourniers Serienmaschine Fournier RF 3 in Lizenz, die d’Assche aus Paris zunächst nur in Frankreich vermarktete. Mit Alfons Pützer schloss Antoine d’Assche im gleichen Jahr ein Vertriebsabkommen für die RF 3 in Deutschland. Weitere internationale Vertriebsabkommen mit England scheiterten jedoch.

### Teilhaber Sportavia-Pützer GmbH & Co KG
Als Antoine d’Assche 1964 bei der Ausweitung seiner Produktion in Gap Tallard an der fehlenden Infrastruktur scheiterte und keine staatliche Unterstützung für eine Verlagerung seines Betriebs in Frankreich fand, gründete Antoine d’Assche mit seinem belgischen Freund O’Treppe und seinem deutschen Vertriebspartner Alfons Pützer im deutschen Eifelort Schmidtheim die Sportavia-Pützer GmbH & Co KG, die ab 1966 in einer neu errichteten Fertigungsanlage die Produktion von Fournier-Flugzeugen fortsetzte. Antoine d’Assche brachte in dieses Unternehmen den Produktionsbetrieb der Alpavia aus Gap Tallard ein. Der Standort in Gap Tallard wurde daraufhin geschlossen. D’Assche unterhielt allerdings weiterhin das Alpavia-Vertriebsbüro in Paris, von wo aus er den Absatz von Sportavia-Flugzeugen in Frankreich leitete. Auf dem kleinen Flugplatz Guyancourt bei Paris unterhielt Alpavia eine Auslieferungs- und Wartungsstation für französische Kunden. Die Leitung der Sportavia-Pützer übernahm Alfons Pützer. René Fournier siedelte sich mit dem Entwicklungsbüro auf Schloss Nitray in Frankreich an.
In der zweiten Hälfte der 60er Jahre verfiel der französische Franc gegenüber der D-Mark. Hierdurch konnte d’Assche mit den in Deutschland hergestellten Sportavia-Flugzeugen auf dem französischen Markt nicht mehr konkurrieren. Die Absatzzahlen für die Fournier RF 4 sanken bis 1969 kontinuierlich. Darüber hinaus zeichnete sich ab, dass für das Nachfolgemuster Fournier RF 5 keine Zulassung seitens der französischen Luftfahrtbehörde erteilt würde. D’Assche trennte sich daraufhin 1968 von seinen Geschäftsanteilen an der Sportavia-Pützer. Durch Vermittlung von Alfons Pützer erwarb die in Mönchengladbach ansässige Rhein-Flugzeugbau GmbH die Anteile von Antoine d’Assche und O’Treppe.

### Rückzug aus der Luftfahrt
Antoine d’Assche blieb mit dem Alpavia-Vertriebsbüro in Paris auch nach seiner wirtschaftlichen Trennung für den Alleinvertrieb in Frankreich für Sportavia verantwortlich. Nach der Einstellung der RF 4-Produktion bei Sportavia und ohne französische Musterzulassung für das Nachfolgemuster RF 5 konnte Antoine d’Assche allerdings keine Verkäufe in Frankreich mehr realisieren. Am 15. Februar 1971 ging das Alpavia-Vertriebsbüro und die Auslieferungsstation in Guyancourt in Insolvenz. D’Assche verkaufte die Wartungsstation an Continental Air Service und zog sich im Alter von 50 Jahren vollständig aus der Luftfahrt zurück.